# وزارة علي لطفي
وزارة علي لطفي هي الوزارة الثامنة بعد المائة في تاريخ مصر وتشكلت في 5 سبتمبر 1985.:124:126

## أعضاء الحكومة
| الوزارة                                                    | الوزير                    |
| ---------------------------------------------------------- | ------------------------- |
| رئيس مجلس الوزراء                                          | علي لطفي                  |
| نائب رئيس مجلس الوزراء ووزير الدفاع والإنتاج الحربي        | محمد عبد الحليم أبو غزالة |
| نائب رئيس مجلس الوزراء ووزير الخارجية                      | أحمد عصمت عبد المجيد      |
| نائب رئيس مجلس الوزراء ووزير التخطيط والتعاون الدولي       | كمال الجنزوري             |
| نائب رئيس مجلس الوزراء ووزير الدولة للزراعة والأمن الغذائي | يوسف والي                 |
| الداخلية                                                   | أحمد رشدي                 |
| المالية                                                    | محمود صلاح الدين حامد     |
| التأمينات الاجتماعية والشئون الاجتماعية                    | آمال عثمان                |
| التعمير والمجتمعات الجديدة واستصلاح الأراضي                | حسب الله الكفراوي         |
| العدل                                                      | أحمد ممدوح عطية           |
| النقل والمواصلات والنقل البحري                             | سليمان متولي سليمان       |
| الكهرباء والطاقة                                           | محمد ماهر أباظة           |
| الإعلام                                                    | محمد صفوت الشريف          |
| الحكم المحلي                                               | حسن سليمان أبو باشا       |
| التموين والتجارة الداخلية                                  | محمد ناجي شتلة            |
| الري                                                       | عصام راضي عبد الحميد      |
| الصناعة                                                    | محمد محمود عبد الوهاب     |
| البترول والثروة المعدنية                                   | عبد الهادي قنديل          |
| شئون مجلس الوزراء والدولة للتنمية الإدارية                 | عاطف عبيد                 |
| الأوقاف                                                    | محمد الأحمدي أبو النور    |
| الاقتصاد والتجارة الخارجية                                 | محمد سلطان أبو علي        |
| التربية والتعليم                                           | منصور إبراهيم حسين        |
| الإسكان والمرافق                                           | عبد الرحمن لبيب           |
| الثقافة                                                    | أحمد عبد المقصود هيكل     |
| التعليم العالي والبحث العلمي                               | محمد فتحي محمد علي        |
| السياحة والطيران المدني                                    | فؤاد عبد اللطيف سلطان     |
| الصحة                                                      | حلمي الحديدي              |
| الدولة للإنتاج الحربي                                      | جمال السيد إبراهيم        |
| الدولة للشئون الخارجية                                     | بطرس بطرس غالي            |
| الدولة للقوى العاملة والتدريب                              | سعد محمد أحمد             |
| الدولة لشئون مجلسي الشعب والشورى                           | محمد عبد الحميد رضوان     |
| الدولة لشئون مجلسي الشعب والشورى                           | السيد علي السيد           |
| الدولة لشئون الهجرة والمصريين بالخارج                      | وليم نجيب سيفين           |

## تعديلات
- في 28 فبراير 1986:
  - قبلت استقالة اللواء أحمد رشدي وزير الداخلية.
  - عين اللواء زكي بدر وزيراً للداخلية.